# نام شخصی
نام شخصی یا نام کامل (به انگلیسی: personal name, full name, or prosoponym) نامی است برای هویت بخشی به یک انسان که در فرهنگ‌های متفاوت، ساختاری متفاوت دارد که البته معمولاً متشکل از پیش‌نام و نام خانوادگی می‌باشد.

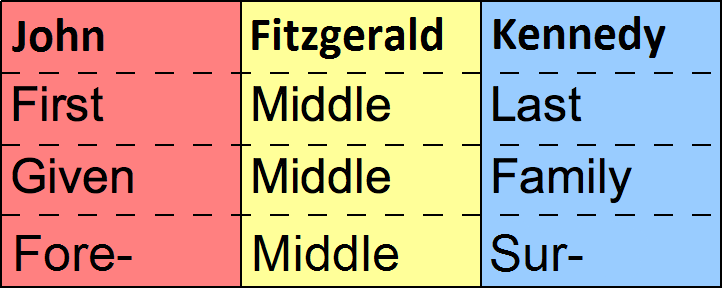
ساختار نام شخصی در کشورهای با فرهنگ آنگلو-آمریکایی. از نام جان اف. کندی رئیس جمهور سابق آمریکا به عنوان یک مثال استفاده شده است. سایر فرهنگ ها ممکن است ساختارهای متفاوتی را به کار برند.

## نام نسبی
انواعی از ساختارهای «نام انسان»، نام نسبی است که بیشتر در عرب‌زبان‌ها به کار گرفته می‌شود گرچه در گذشته پارسی‌زبان‌ها نیز از این ساختار استفاده می‌کردند

### ساختار

#### فارسی
در فارسی در گذشته این ساختار رایج بوده و قسمتی از آن به صورت زیر است:
- «پور (به معنای پسر) + نام کوچک پدر» (برای بیان نام نسبی یک پسر یا مرد) مانند: پور سینا

#### عربی
در عربی ساختار آن متشکل از نام کوچک پدر یا نام کوچک پسر بزرگ (یا ترویج نیافته‌تر آن می‌تواند هریک از آشنایان باشد) همراه با بیان نسبت است گرچه می‌تواند پیچیده‌تر باشد مثلاً متشکل از نام کوچک پسر و نام نسبی پدر و نام کوچک برادر بزرگ به همراه بیان نسبت باشد. 
مواردی از آن به صورت زیر است:
- «نام کوچک + ابن (یا بن) + نام نسبی پدر یا مادر» (برای پسر یا مرد) مانند: علی بن ابی‌طالب
- «نام کوچک + ابن (یا بن) + نام کوچک پدر یا مادر» (برای پسر یا مرد) مانند: علی بن حسین
- «نام کوچک + بنت + نام نسبی پدر» (برای دختر یا زن)
- «نام کوچک + بنت + نام کوچک پدر» (برای دختر یا زن)
- «ابو + نام کوچک پسر بزرگ یا دختر بزرگ» (برای مردی که فرزند دارد) مانند: ابوطالب
- «اُمّ + نام کوچک پسر بزرگ یا دختر بزرگ» (برای زنی که فرزند دارد)